# Vasile Bleotu
Vasile Bleotu (n. 2 aprilie 1954) este un fost deputat român în legislaturile 2000-2004, 2004-2008, 2008-2012 și 2012-2016, ales în județul Vâlcea pe listele partidului PSD. Vasile Bleotu a demisionat din Parlament pe data de 11 martie 2014. 
În legislatura 2000-2004, Vasile Bleotu a fost membru în grupurile parlamentare de prietenie cu Republica Coreea, Republica Belarus și Georgia. Vasile Bleotu a fost validat în legislatura 2004-2008 pe data de 19 decembrie 2007, când a înlocuit pe deputata Rovana Plumb. În legislatura 2008-2012, Vasile Bleotu a fost membru în grupurile parlamentare de prietenie cu Republica Costa Rica și Republica Coreea iar în legislatura 2012-2016 a fost membru în grupurile parlamentare de prietenie cu Regatul Spaniei și Republica Lituania.